# Wilamów (powiat zduńskowolski)
Wilamów – wieś w Polsce położona w województwie łódzkim, w powiecie zduńskowolskim, w gminie Szadek.
Miejscowość położona jest na Wysoczyźnie Łaskiej.
W latach 1975–1998 miejscowość należała administracyjnie do województwa sieradzkiego.
Liczba mieszkańców w roku 2011 wynosiła 167 osób.
 przez wieś przebiega Łódzka magistrala rowerowa.